# Nonotuc
Nonotuc (Nonotuck), jedno od plemena i sela algonquian Indijanaca kod Northamptona u Massachusettsu. Njihovo glavno istoimeno selo nalazilo se na mjestu sadašnjeg Northamptona, a populacija im je u 17. stoljeću iznosila oko 200. George Ellis i John Morris (1906. str. 18) navode ih kao podpleme Nipmuca, no drugdje se navode kao Pocomtuci.
Nisu isto što i Norwottuck koji su živjeli istočnije na mjestu današnjeg Hadleya, ali su značenja riječi, prema Elliotovoj indijanskoj bibliji možda ista, ("the midst of the river"; od noeu (ili) noau), = the midst, + tuk, koja na kraju riječi znači river ili brook).